# Lieja-Bastogne-Lieja 1997

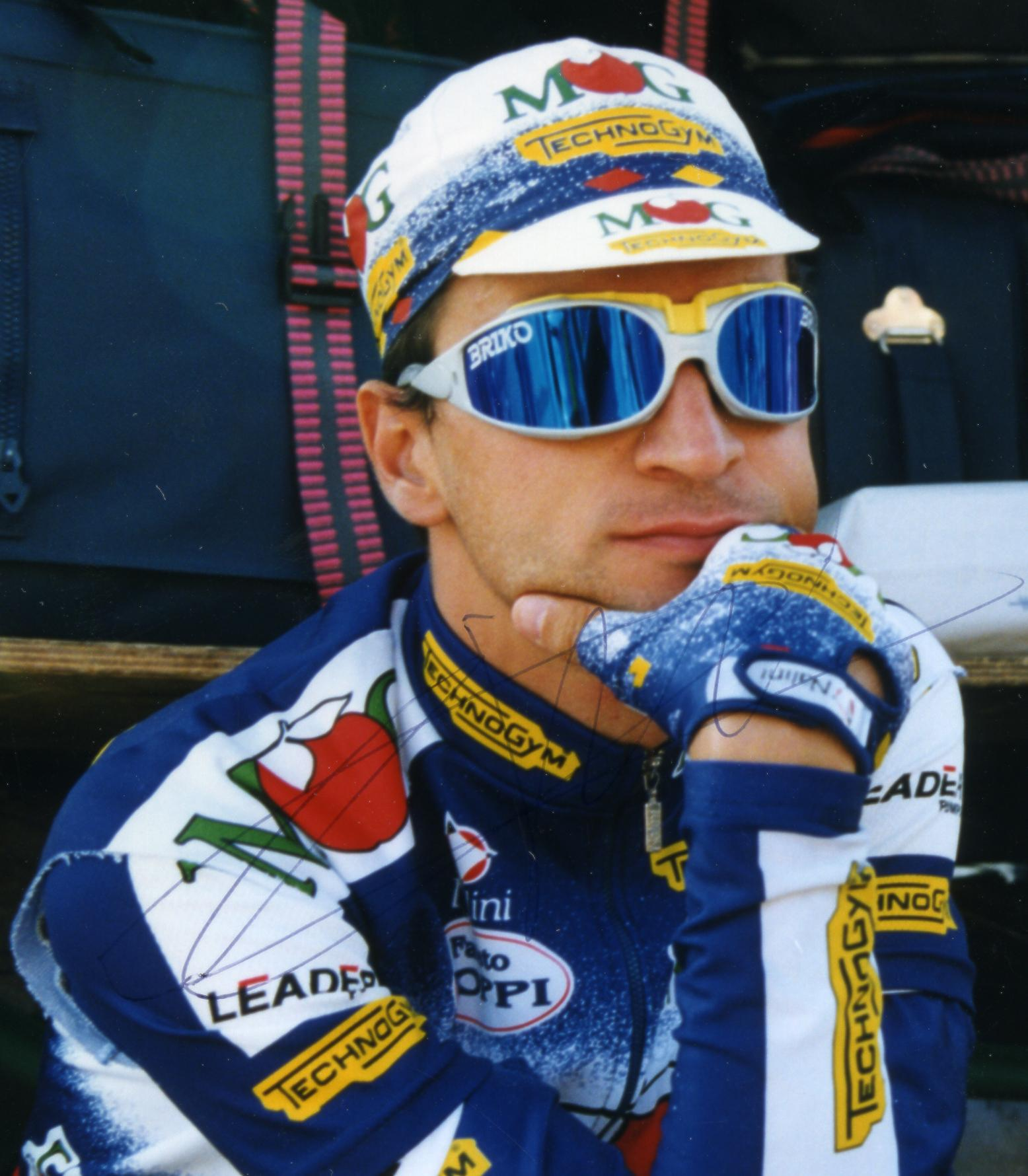
Imatge de Michele Bartoli, guanyador de la prova.

La Lieja-Bastogne-Lieja 1997 fou la 83a edició de la clàssica ciclista Lieja-Bastogne-Lieja. La cursa es va disputar el diumenge 20 d'abril de 1997, sobre un recorregut de 262 km, i era la quarta prova de la Copa del Món de ciclisme de 1997. L'italià Michele Bartoli (MG-Technogym) s'imposà en solitari per davant del francès Laurent Jalabert (ONCE) i el també italià Gabriele Colombo (Batik-Del Monte), segon i tercer respectivament.

## Classificació general
|    | Ciclista                  | Equip                 | Temps      |
| -- | ------------------------- | --------------------- | ---------- |
| 1  | Michele Bartoli (ITA)     | MG-Technogym          | 7h 09' 45" |
| 2  | Laurent Jalabert (FRA)    | ONCE                  | + 08"      |
| 3  | Gabriele Colombo (ITA)    | Batik-Del Monte       | + 21"      |
| 4  | Luc Leblanc (FRA)         | Team Polti            | + 22"      |
| 5  | Maximilian Sciandri (GBR) | La Française des Jeux | + 27"      |
| 6  | Johan Museeuw (ITA)       | Mapei                 | m. t.      |
| 7  | Beat Zberg (SUI)          | Mercatone Uno-Wega    | m. t.      |
| 8  | Marco Pantani (ITA)       | Mercatone Uno-Wega    | m. t.      |
| 9  | Laurent Madouas (FRA)     | Lotto-Mobistar        | m. t.      |
| 10 | Mauro Gianetti (SUI)      | La Française des Jeux | m. t.      |